# メルクール (オート＝ロワール県)
メルクール （Mercœur、オック語:Mercuèr）は、フランス、オーヴェルニュ＝ローヌ＝アルプ地域圏、オート＝ロワール県のコミューン。

## 地理

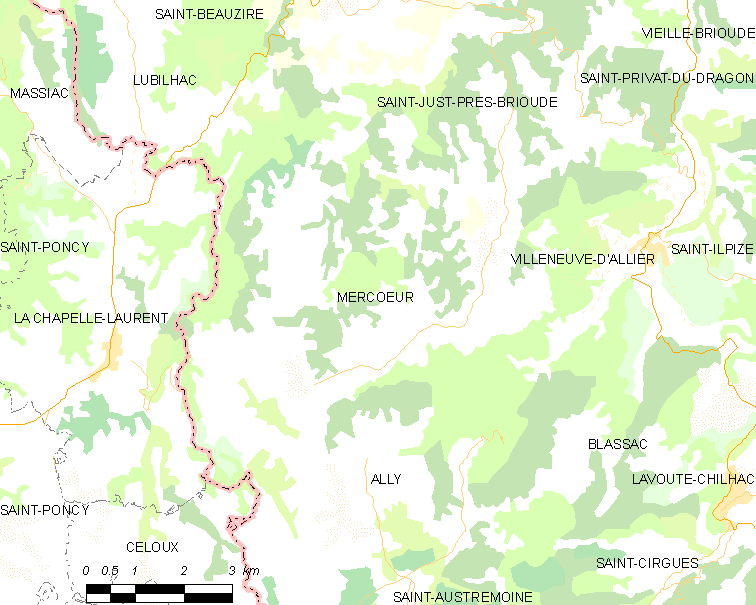
位置

県西部にあり、コミューンの西境はカンタル県との県境である。

## 歴史
かつてのメルクール領主およびメルクール公の名はこの地名に由来する。

## 人口統計
| 1962年 | 1968年 | 1975年 | 1982年 | 1990年 | 1999年 | 2006年 | 2012年 |
| ------ | ------ | ------ | ------ | ------ | ------ | ------ | ------ |
| 251    | 229    | 207    | 201    | 175    | 150    | 133    | 138    |

source=1999年までLdh/EHESS/Cassini、2004年以降INSEE